# Inmigración sueca en Australia
Los sueco-australianos (en sueco: Svenskaustralier, en inglés: Swedish Australian) son australianos nacidos en Suecia o con ascendencia de este país nórdico, la mayoría procedentes de los grandes grupos de migrantes procedentes de Suecia a finales del siglo XIX y principios del XX. El censo de 2006 mostraba que 30 375 australianos tienen ascendencia sueca. La mayoría de los sueco-australianos son luteranos afiliados a la Iglesia Evangélica Luterana.

## Historia
Se cree que un sueco pudo haber sido el primer europeo en desembarcar en algunos puntos de la costa australiana. El botánico sueco Daniel Solander y el británico Sir Joseph Banks documentaron la flora y la fauna de Australia en la expedición del capitán James Cook de 1770 a Australia.[cita requerida]
El rey Gustavo III de Suecia autorizó la fundación de una colonia sueca en Australia Occidental en noviembre de 1786, pero el estallido de la guerra con Rusia al año siguiente impidió que ésta se llevase a cabo.
La primera migración organizada proveniente de Suecia se llevó a cabo durante los años 1871-1900, cuando Queensland y Tasmania invitaron a los migrantes a asumir arrendamientos agrícolas. Los números fueron pequeños en comparación con los cientos de miles de suecos que emigraron a los Estados Unidos. En tiempos más modernos, la población sueca de Australia se ha formado de granjeros.
Los migrantes suecos que llegaron en las últimas décadas se establecieron principalmente en los suburbios de Sídney, Melbourne y Brisbane.
Los sueco-australianos por lo general llegaban a través de Sídney y algunos de ellos también se asentaban en Brisbane. La mayoría eran luteranos y pertenecían a los sínodos ahora asociados con la Iglesia Evangélica Luterana, incluyendo la Iglesia Evangélica Luterana Augustana, aunque unos pocos en Queensland se convirtieron al catolicismo. Teológicamente, eran pietistas; políticamente, apoyaron causas progresistas, y la prohibición.[cita requerida]
Para ayudar a los migrantes sueco-australiana que a menudo carecen de una adecuada red de servicios sociales, se fundó una organización sin ánimo de lucro,
Muchos otros se asentaron en Perth, en particular, así como en Canberra, Newcastle y Australia Meridional. En el oeste, Perth se convirtió en un destino para muchos trabajadores cualificados y los centros industriales suecos se desarrollaron en estas áreas.